# Argyrodes callipygus
Argyrodes callipygus là một loài nhện trong họ Theridiidae.
Loài này thuộc chi Argyrodes. Argyrodes callipygus được Tord Tamerlan Teodor Thorell miêu tả năm 1895.